# Suburbicair bisdom Frascati
Het bisdom Frascati (Latijn: Dioecesis Tusculanus, Italiaans: Sede suburbicaria di Frascati) is een suburbicair bisdom nabij Rome. Het bisdom werd gesticht in de 3e eeuw. De zetel van dit bisdom staat in Frascati.
De huidige kardinaal-bisschop van Frascati is Tarcisio Bertone. Het dagelijks bestuur van het bisdom berust bij een andere bisschop, Stefano Russo.

## Statistieken
Het bisdom heeft 122.000 inwoners waarvan 96,7% katholiek is. Zij worden bediend in 23 parochies. Er zijn 30 priesters in het bisdom actief.

## Kardinaal-bisschoppen van Frascati sinds de twintigste eeuw
| Periode episcopaat | Naam bisschop                   |
| ------------------ | ------------------------------- |
| 1893-1903          | Serafino Vannutelli             |
| 1903-1910          | Francesco di Paola Satolli      |
| 1911-1919          | Francesco di Paola Cassetta     |
| 1919-1920          | Giulio Boschi                   |
| 1920-1926          | Giovanni Cagliero, SDB          |
| 1926-1935          | Michele Lega                    |
| 1936-1951          | Francesco Marchetti Selvaggiani |
| 1951-1959          | Federico Tedeschini             |
| 1959-1962          | Gaetano Cicognani               |
| 1962-1973          | Amleto Giovanni Cicognani       |
| 1974-1979          | Jean-Marie Villot               |
| 1979-2001          | Paolo Bertoli                   |
| 2001-2008          | Alfonso López Trujillo          |
| 2008-heden         | Tarcisio Bertone                |

## Kardinaal-bisschoppen van Frascati die paus werden
| Periode episcopaat | Naam bisschop          | (latere) pausnaam |
| ------------------ | ---------------------- | ----------------- |
| 1519-1523          | Alessandro Farnese     | paus Paulus III   |
| 1550-1553          | Giovanni Pietro Carafa | paus Paulus IV    |

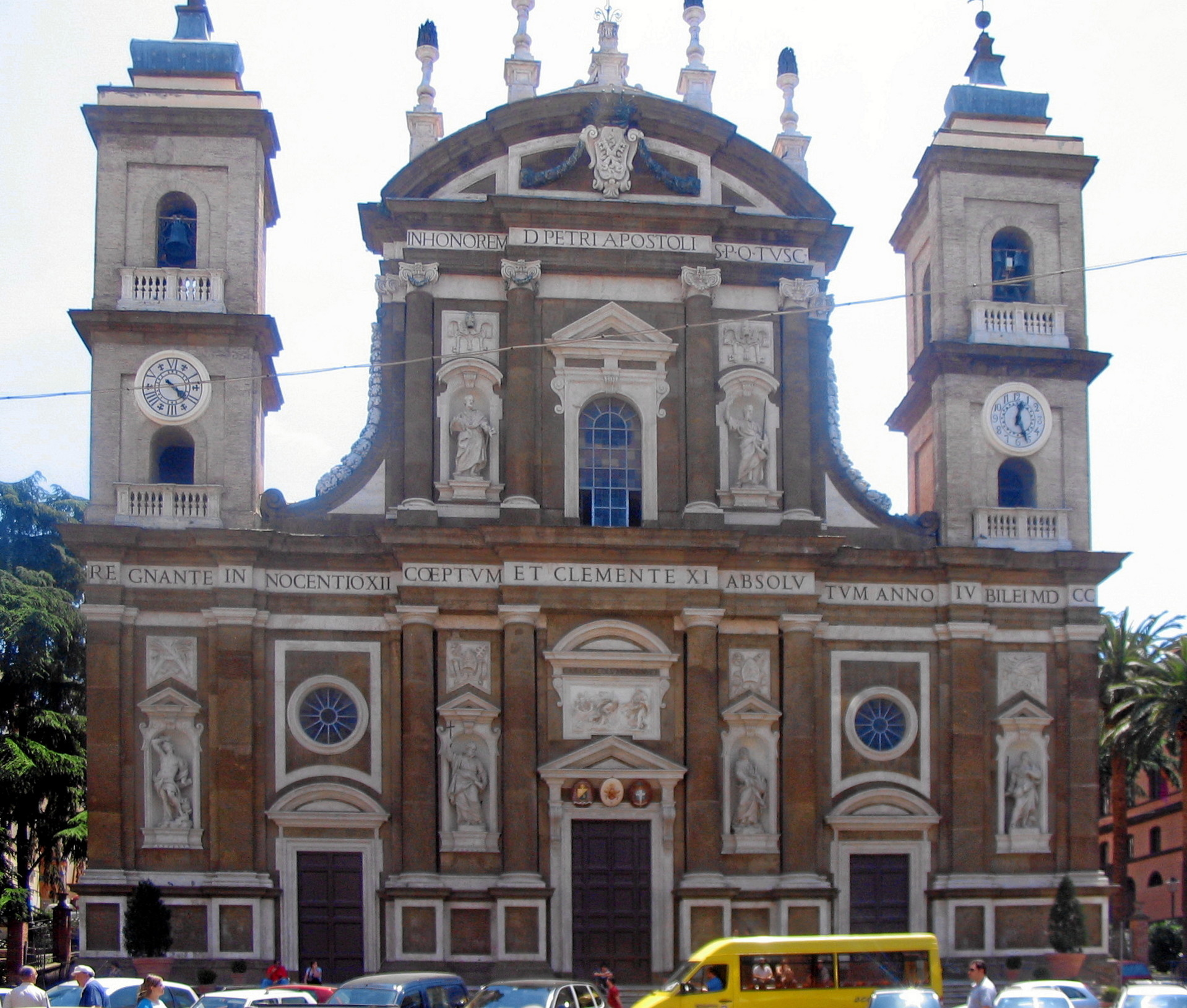
De kathedraal van Frascati, zetel van het bisdom.
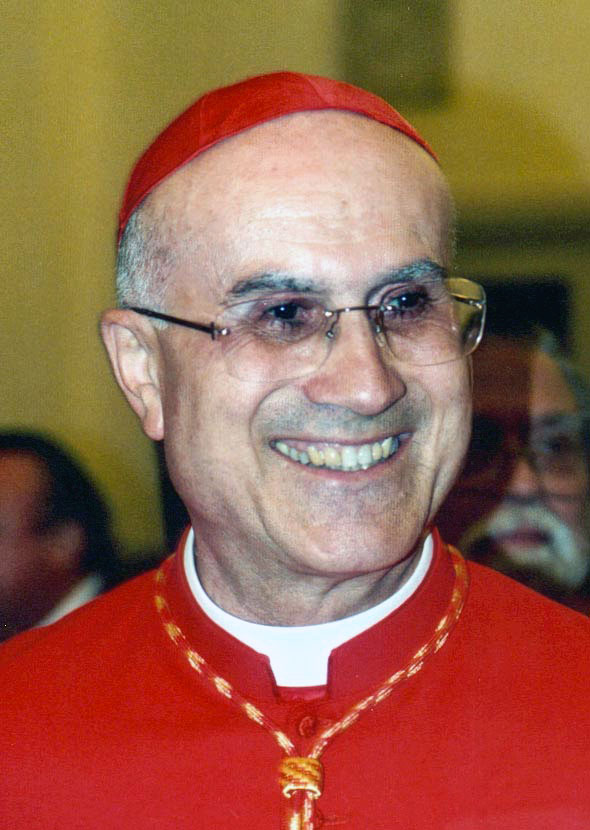
Kardinaal-bisschop Tarcisio Bertone